# Brasil, País do Futuro
Brasil, País do Futuro (Brasilien: Ein Land der Zukunft), é um livro de relatos de viagem do autor judeu-austríaco Stefan Zweig, publicado em 1941.
Segundo seu principal biógrafo, Alberto Dines, a obra constitui-se em "caso único de livro convertido em epíteto nacional"; foi recebida fora do país como uma revelação, mas também com incompreensão. Dines publicou, ainda, um histórico do próprio livro, intitulado "Stefan Zweig no país do futuro – a biografia de um livro".

## Histórico
Zweig escapara para o Brasil em junho de 1940, fugindo do avanço nazi sobre a França. Estivera no país antes, em 1936, quando teria declarado que seria "o camelot do Brasil na Europa", após ter passado 12 dias no país, entre as cidades de Rio de Janeiro, Santos e São Paulo.
Durante algum tempo no país, onde obteve o visto de residência em novembro de 1940, percorreu por seis dias a região Nordeste em pesquisa. Durante todo o tempo manteve correspondência com seu editor brasileiro Abraham Koogan.
Embora a II Guerra já estivesse em seu auge, em 1941, Zweig conseguiu realizar a proeza de fazer o lançamento simultâneo da obra em vários idiomas: alemão, sueco, inglês, francês e duas edições em português - no Brasil e em Portugal; a edição espanhola saiu posteriormente.

## Repercussão inicial
A obra foi um sucesso de vendagem, mas a crítica o recebeu de modo bastante negativo. Isto se deu, em grande parte, por o livro ser ufanista, elogiativo demais, para um país que estava sob uma ditadura.

## Excerto
"Desde a adolescência ansiei por ver o Amazonas, o rio mais caudaloso, desde a adolescência, desde que pela primeira vez li alguma coisa acerca de Orelhana, que, na mais memorável de todas as viagens, foi o primeiro a descê-lo numa pequena canoa, partindo do Peru — desde a adolescência, quando no Jardim Zoológico de Viena vi os papagaios que ostentavam o brilho de suas cores, e os ágeis macaquinhos, e li nas tabuletas: Amazonas. Agora me acho na foz do Amazonas, ou melhor, numa das suas fozes, das quais cada uma é mais larga do que a de qualquer dos nossos rios da Europa."— Zweig, in: Brasil, País do Futuro
O autor, Stefan Zweig, em sua obra “BRASIL, País do Futuro”, no capítulo intitulado “Rio de Janeiro”, tem como objetivo descrever a paisagem e a cultura da cidade a partir de seu ponto de vista ao se aprofundar em conhecê-la quando visitada.
RIO DE JANEIRO
A ENTRADA NO PORTO DO RIO DE JANEIRO: O autor ao entrar no porto do Rio de Janeiro admira a paisagem, o mar magnífico e uniforme, e enquanto o navio se aproxima do litoral, ele avista ao longe um contorno em uma cadeia de montanhas que protege a baia de Guanabara. A baia com sua grande extensão, com distintas enseadas e dentro jazem espalhadas ilhas, com diferentes formas e cores. Aparecem no fundo do panorama mais nitidamente os morros, com suas diversas formas, recebem nomes variados: Morro da Viúva, Corcovado, Dedo de Deus, Gigante Adormecido, Dois Irmãos e Pão de Açúcar. Este, ergue-se à entrada da barra e que constitui o emblema velhíssimo da cidade, e entre todos esses morros gigantes, o Corcovado, que suporta a enorme estátua de Cristo (iluminada de noite por eletricidade) alçada sobre o Rio de Janeiro, para abençoá-lo. Depois de passar por uma série de ilhas, descortina a cidade, mas não toda de uma vez. Na sua visão, o Rio de Janeiro vai se revelando como um leque, parte por parte, o que faz a entrada tão bela e comovente, como a Praia de Copacabana, que mostra um aspecto cativante de uma longa avenida beira-mar com hotel de luxo, casas, vilas em uma colina cercadas de vegetação e jardins que recebem costumeiramente a espuma das ondas. Ao passar pelo Pão de Açúcar, dentro da baia, a cidade se apresenta densa e clara junto à ribeira, e vai se dissipando pelos morros verdejantes, as enseadas de Botafogo e a do Flamengo. O navio vai avançando pela Ilha das Cobras, com suas instalações da Marinha, e pela Ilha Fiscal com o palácio gótico em que D. Pedro II, dias antes de sua destronização, deu o último baile. Enquanto o navio vai atracando no cais, aparecem então os arranha-céus que constituem uma massa vertical. É a entrada de uma hora no porto do Rio e o autor diz ser um acontecimento sem par, causando uma irresistível impressão, nos mostrando a harmonia da cidade, do mar, da vegetação e dos montes, mesmo os arranha-céus, navios e os letreiros luminosos multicores que não perturbam o panorama. “O Rio de Janeiro é uma natureza que se tornou cidade, e é uma cidade que dá impressão de natureza. E grandiosa e magnanimamente como recebe alguém, sabe conservá-lo; desde a hora da chegada já sabemos que os olhos não se cansarão e a mente não se fartará dessa cidade sem par.” (ZWEIG, 2005, p. 244)
RIO DE JANEIRO: Aos olhos do escritor, a expressão que a paisagem da cidade é passada, seria a de uma beleza que não poderia se reproduzir nem por palavras, nem por fotografias, porque é excessivamente heterogêneo e interminável. Apresenta o mar com todas as características e cores: espumoso e verde na praia de Copacabana, precipita-se impetuosamente contra os rochedos na Gávea, tranquilo e azul achega-se à praia em Niterói e afetuosamente abraça as ilhas. Nos morros, cada cocuruto e cada encosta têm aspecto diferente: o Pão de Açúcar é alcantilado e agudo, o cume do morro da Gávea é plano e a Serra dos Órgãos mostra-se denteada. Há no Rio, lagoas como a de Rodrigo de Freitas e a da Tijuca, cujas águas refletem a paisagem urbana e a da natureza, cascatas, córregos e rios. Há os parques e jardins, e por toda parte a natureza exuberante harmoniza com a cidade luxuosa, marítima, comercial, industrial. “Esta paisagem, como tudo o que é belo e sem par na terra, dá ao indivíduo um misterioso consolo. De noite, com seus milhões de estrelas e de luzes, de dia com suas cores claras e vivíssimas, ardentes e explosivas, no crepúsculo com sua leve neblina e jogos de nuvens, em seu calor fragrante e em seus aguaceiros tropicais, esta cidade sempre é encantadora. Quanto mais a conhecemos, tanto mais gostamos dela. Mas quanto mais tempo a conhecemos, tanto menos podemos descrevê-la.” (ZWEIG, 2005, p. 252)
O RIO ANTIGO: Para entendermos sobre uma cidade, uma obra de arte, é preciso conhecer o seu passado, sua história e sua evolução. Zweig ao fazer isso, compreende seu presente por meio de seu passado, por isso primeiramente procura o Morro do Castelo, a colina histórica, onde há quatrocentos anos, os portugueses venceram os franceses e após a vitória lançaram a pedra fundamental da cidade. Mas a procura foi desnecessária, o Morro histórico foi assolado, não é mais possível encontrar uma pedra, o terreno há tempos está nivelado e com ruas largas. O Rio antigo se extinguiu e o novo solo se encontra diferente em comparação aos séculos XVI e XVII, com moradas insalubres, dificuldades no trânsito, entre outros. Diante disso, a cidade em trezentos anos se alterou completamente e o que era histórico, hoje é vítima dessa transformação. Porém, não ocorreu grande perda visto que, até boa parte do século XVIII, a Bahia foi a capital do Brasil e o Rio era muito pobre e pequeno para construções artísticas, palácios, mesmo quando no século XIX a corte portuguesa fixou residência no Rio de Janeiro, os hóspedes não encontraram abrigos adequados e merecidos. Tudo o que é histórico no Rio de Janeiro, data a partir do fim da época colonial. Pode-se perceber poucas ruas próximas da Alfândega que não foram alteradas em sua qualidade genuína da época colonial, conservaram-se algumas igrejas como a Nossa Senhora da Glória do Outeiro e de São Francisco, bem como o Aqueduto com suas graciosas curvas. Eles, assim como outros, constituem um grande monumento e prova do passado. “É o seu diploma de nobreza, que testemunha a idade e a distinção de sua civilização. Embora tudo o que é mesquinho e tudo o que é pobre da época colonial continue a desmoronar e desaparecer, embora a cidade em sua sofreguidão se transforme de ano para ano perdurará esse áureo resplendor.” (ZWEIG, 2005, p. 259) 
O VERÃO DO RIO: O verão se apresenta nos meses de dezembro, janeiro, fevereiro e março e muitos aproveitam essa época do ano para passar em algum lugar relaxante. Um costume antigo que D. Pedro II implantou na sociedade do Rio que o seguia e a corte o acompanhava, era se deslocar para sua residência em Petrópolis, onde moviam suas atividades para a cidade-jardim, próxima a capital do país na qual nessa estação era muito fresca. E graças ao automóvel, já não é uma viagem e sim um passeio. Atualmente alguns indivíduos ainda se apropriam desse costume durante suas férias indo à Petrópolis, uma cidadezinha de veraneio, com casas e vilas de aspectos agradáveis, diante das quais passa um rio, possuidora também de uma natureza cativante, com seus morros que formam saliências e seus jardins que fulguram as flores. Durante o dia a coluna de termômetro aumenta o suficiente, mas as noites são frescas, ao contrário do Rio. Para alguns indivíduos que estão à procura de uma interessante região montanhosa, terá que subir mais o caminho e ir à Teresópolis, cuja altitude é de algumas centenas de metros maior do que a de Petrópolis, que exibe um panorama de vegetações escuras e morros alcantilosos. Foi perguntado por amigos ao autor, onde ele passaria suas férias, e claro que lhes respondeu que passaria no Rio de Janeiro. No Rio o verão é muito intenso, mas de um sol belo e puro que sem nuvens acentua a clareza das cores das casas, o verde das palmeiras e o azul do mar. Contudo, durante o dia, ainda há uma brisa fresca lançada do mar, mas as noites se tornam pouco suportáveis, entretanto durante essa época, logo aparece uma trovoada para cessar tais sensações. A partir do início dessa estação estival, a cidade torna-se uma praia balneária que é capaz de reunir uma multidão de cidadãos para desfrutar o frescor das águas. Com imutabilidade no calendário do mês de fevereiro, há o carnaval no Rio, capaz de unir a população com sua festa popular garantindo alegria e entusiasmo que durante meses, o estado faz uma economia para comemorar enfim os seus três dias festivos. Ensaiam-se também novas canções para cada ano, fazendo com que os foliões cantem e dancem em uma manifestação de prazer e pura felicidade. “E, depois, novamente a conduta comedida de antes, a cidade retorna à sua ordem anterior. O verão está festejado, o calor estagnado abandonou as pessoas, o Rio é novamente o Rio, a cidade que, calma e altiva, reflete sua própria beleza.” (ZWEIG, 2005, p. 267)
ALGUMAS COISAS QUE AMANHÃ TALVEZ HAJAM DESAPARECIDO: Algumas das coisas especiais que tornam o Rio tão matizado e original, já se encontram ameaçadas de desaparecer, uma delas é a “Favela”, as zonas pobres. Zweig duvida se existirá daqui a alguns anos. As “Favelas” para alguns brasileiros são uma vergonha do ponto de vista social e higiênico, constituindo-se como um atraso na imagem que a cidade quer mostrar. Mas as “Favelas” apresentam um toque especial, elas têm sua própria história. Foi construída a partir de uma parte da população mais humilde, com salários apertados, que não podiam pagar uma casa de aluguel para morar dentro da cidade aos arredores de seus serviços, por isso procuravam nos morros e rochedos situados dentro da cidade. Nesses locais foram construindo suas próprias casas, ou melhor, uma choça, sem perguntarem de quem seria o terreno. Em suas construções não precisaria de um profissional e nem de muito para se construir, eram utilizados bambus fincados no solo e nos vãos usava-se barro para tapar, em cima da choça se cobriria com palhas, nas janelas algumas folhas de zinco ajudava, um pedaço de madeira que poderia vir de caixões protegeria  a entrada, e assim estava pronto. A prática não era muito diferente de há uns séculos com as aldeias brasileiras ou africanas. Esses moradores não tinham uma comodidade moderna, sem muitos mobiliários, sem água encanada e tendo como solução carregar de fontes localizadas na base dos morros, e sem iluminação elétrica que para eles a lamparina de querosene ajudava quando a luz não chegava a seus casebres. A realidade desses cidadãos eram o máximo de primitividade, com modos simples de se habitar e a ironia da situação, é que esses indivíduos se sentiam mais felizes mesmo em meio as suas maneiras viver. Eles têm suas próprias casas que podem fazer o que quiserem, e a prova das suas felicidades são as noites que cantam e riem, e em meio a toda essa adversidade ainda são capazes de se dispor de uma bela vista que vem dos altos morros e que ali também orna a natureza maravilhosa do Rio. “Que erro, se fizessem desaparecer esse romantismo um pouco barulhento e tremulante para terem o que todos os outros têm e, com isso, perderem algo que só o Rio possui: sua vivacidade colorida e despreocupada!” (ZWEIG, 2005, p. 274)
A ARTE DOS CONTRASTES: O autor nos presenteia com suas palavras ao escrever maravilhas sobre a cidade do Rio de Janeiro, que apresenta uma paisagem exuberante de natureza esplendorosa, monumentos que enchem os olhos daqueles que os veem, e nos faz querer conectar-se com cada obra de arte, cada pessoa, de diferentes raças, de diferentes partes da região do Rio, e que dispõem de uma alegria imensa que contagia aqueles que os encontram. Zweig, com sua escrita, faz com que nunca queiramos que mude tais singularidades dessa adorável cidade. “Que essa cidade conserve tal habilidade! Que não seja acometida do delírio geométrico das avenidas retas, dos nítidos cruzamentos, da horrenda ideia da excessiva regularidade das modernas cidades grandes, que sacrificam à simetria da linha e à monotonia das formas, precisamente o que sempre é o incomparável de toda cidade: suas surpresas, seus caprichos e suas angulosidades e, sobretudo, seus contrastes – esses contrastes entre o velho e o novo, entre a cidade e a natureza, entre o rico e o pobre, entre o trabalhar e o flanar, contrastes que aqui se gozam em sua harmonia sem par!” (ZWEIG, 2005, p. 306)